# Säuleck
Säuleck – szczyt w grupie Ankogelgruppe, w Wysokich Taurach w Alpach Wschodnich. Leży w Austrii w kraju związkowym Karyntia. Sąsiaduje z Hochalmspitze, z którym połączony jest długim grzbietem. Jego północne zbocza opadają 1000 m w dół do doliny Seebachtal. Od wschodu i południa zbocza nie są tak strome. 